# Frischer Wind aus Kanada
Frischer Wind aus Kanada ist eine deutsche Komödie aus dem Jahr 1935 unter der Regie von Erich Holder und mit Max Gülstorff, Dorit Kreysler und Paul Hörbiger.

## Handlung
Modehausbesitzer Granitz ist für seine Abendgleiter und Pelzwaren bekannte. Leider bezahlt seine Kundschaft nicht. Als seine Gläubiger sich weigern die laufenden Kredite zu verlängern und Rückzahlung fordern, gerät er in finanzielle Schwierigkeiten.
Dann taucht Pelzlieferant Jonny Baker aus Kanada auf um seine offenen Rechnungen einzutreiben. Im Modehaus belauscht er das Gespräch zweier Angestellter, das den betrügerischen Prokuristen Bernetzki als Schuldigen enttarnt. Obwohl Baker keine Befugnis hat, entlässt er Bernetzki darauf hin. Granitz beim ersten Zusammentreffen mit Baker wenig begeistert, aber seine Tochter macht einen so guten Eindruck auf Baker, dass dieser sich um die Rettung des Modehauses bemüht.

## Produktion
Die Bauten wurden von den Filmarchitekten Erich Kettelhut und Max Mellin entworfen. Es wurde in den Babelsberg Studios außerhalb von Potsdam und am Griebnitzsee gedreht.
Der Film hatte am 22. Februar 1935 in Nürnberg Premiere und am 11. März 1935 in Berlin. In Österreich und teilweise in Deutschland wurde er unter dem Titel Jonny räumt auf veröffentlicht. In den USA hatte er unter dem Titel Fresh Wind Out of Canada am 20. September 1935.

## Rezeption
„Auf Dialogwitz und ein verläßliches Ensemble abgestellte Verfilmung eines Theaterlustspiels.“